# Olaf Bull (Dichter)

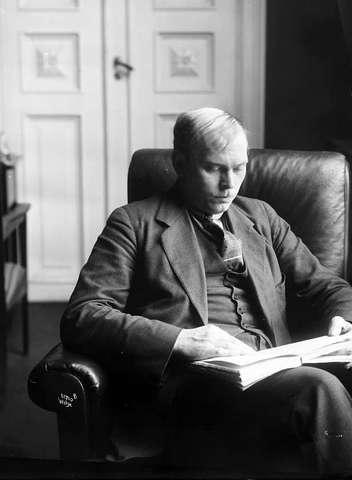
Olaf Bull

Olaf Jacob Martin Luther Breda Bull (* 10. November 1883 in Kristiania; † 29. Juni 1933 in Oslo) war ein norwegischer Dichter.
Der Sohn des Schriftstellers Jacob Breda Bull und dessen Frau Maria Augusta Berglöf wuchs in Kristiania auf. Als Dreizehnjähriger wohnte er eine Zeit in Hurum, während sein Vater schrieb. Eigene schriftstellerische Versuche startete Bull im Jahre 1899 in der Zeitschrift seines Gymnasiums. Nach dem Schulabschluss zog die Familie nach Rom, von wo aus er 1903 nach Kristiania zurückkehrte, um dort zu studieren. Bull war einige Jahre Journalist der Posten und des Dagbladet. 1909 gab er Gedichte heraus, mit denen er auf einen Schlag in Norwegen berühmt wurde. Bull ist Vater des Dichters Jan Bull.

## Werke
- Digte, Gyldendal, 1909.
- Nye Digte, Gyldendal, 1913.
- Mitt navn er Knoph, Narveson, 1914.
- Digte og noveller, Gyldendal, 1916
- Samlede digte 1909–1919, Gyldendal, 1919.
- Stjernerne, Gyldendal, 1924.
- Metope, Gyldendal, 1927.
- De hundrede aar, Gyldendal, 1928.
- Kjærlighet, Gyldendal, 1929.
- Oinos og Eros, Gyldendal, 1930.
- Ignis ardens, Gyldendal, 1932.

### Posthume Werke
- Kjærlighetens farse:tre akter, Aschehoug, 1948. Zusammen mit Helge Krog.
- Ekko og regnbue: notater fra en dikters verksted, Gyldendal, 1987.
- Olaf Bull: brev fra en dikters liv, 2 bd., Gyldendal, 1989.
- Ild og skygger: spredte notater fra et dikterliv, Nørhaven, Viborg, 1991.